# Международная литературная премия имени Александра Беляева
Международная литературная премия имени Александра Беляева («Беляевская премия») — ежегодная российская литературная премия, присуждаемая за научно-художественные и научно-популярные произведения. Названа в честь русского советского писателя-фантаста Александра Романовича Беляева. Нынешний учредитель премии — Беляевский фонд поддержки и развития литературы.
Известны две беляевских премии с разными оргкомитетами: с 1990 по 1997 г. и с 2002 по настоящее время.
Премией награждаются писатели, переводчики, литературные критики, а также издательства, бумажные и сетевые периодические издания.

## История
Идея создания мемориальной премии родилась у Андрея Балабухи ещё в 1984-м, в год столетия Александра Беляева. Сама Литературная премия имени Александра Беляева (или Беляевская премия — оба названия равноправны) появилась в 1990 году на базе секции научно-художественной и научно-фантастической литературы Ленинградской писательской организации Союза писателей СССР. Генеральным спонсором в то время по инициативе Бориса Чернина стало НПО «Буревестник». Присуждалась премия за достижения в области фантастической и научно-художественной литературы, причём вручать её первоначально предполагалось раз в два года. В силу жанровой направленности она получила название Беляевской, поскольку Александр Беляев был первым отечественным писателем-профессионалом, работавшим в обеих этих областях литературы.
Вскоре, уже в 1992 году, статус премии был пересмотрен, и она превратилась в ежегодную, присуждаемую от имени Литературного благотворительного Беляевского фонда и Союза писателей Санкт-Петербурга. В таковом качестве она просуществовала по 1997 год. Затем, вследствие ликвидации Беляевского фонда, в её деятельности наступил четырёхлетний перерыв.
В 2002 году премия была создана заново, учредители — вновь созданный Оргкомитет Беляевской премии, Оргкомитет «Интерпресскона», Союз писателей Санкт-Петербурга.

Новый Оргкомитет Беляевской премии пересмотрел её статус и отказался от присуждения премий за фантастику, поскольку различных наград в этой области литературы существует более чем достаточно, тогда как произведения научно-популярной, научно-художественной (или, шире, просветительской) литературы отмечаются лишь премией «Просветитель» (которая возникла позже, в 2008 году) да изредка — в составе многожанровых премий. С тех пор Беляевская премия ежегодно присуждается исключительно за достижения в области просветительской литературы.

## Статус
Международная литературная премия имени Александра Беляева является почётной. Она состоит из нагрудной медали и диплома, вручаемых от имени Оргкомитета Беляевской премии.
На соискание Беляевской премии может быть выдвинуто произведение или авторская работа, если она опубликована на русском языке и отвечает целям премии. Инициатор соискания может выдвинуть произведения или работы не более трёх авторов в трёх любых номинациях. Правом выдвигать соискателей на премию (за исключением номинации «Специальная премия Жюри») обладают:
- Лауреаты Беляевской премии предшествующих лет, члены Жюри и Оргкомитета премии, Попечительского совета, Совета Беляевского фонда;
- Творческие союзы и организации, деятельность которых связана с профессиональной принадлежностью к сфере культуры и искусства;
- Издательства, средства массовой коммуникации, редколлегии СМИ, онлайн-проекты;
- Авторы, независимо от места жительства и жанровой принадлежности[1].

Самовыдвижения не рассматриваются. 
Для выдвижения на премию необходимо передать Оргкомитету письменное представление от номинатора и само номинируемое произведение в электронном виде в формате PDF.

## Номинации
Беляевская премия присуждается по пяти основным номинациям:
Писателям (прозаикам, переводчикам, критикам)
- 1. За лучшую оригинальную научно-популярную, научно-художественную, просветительскую книгу на русском языке;
- 2. За лучшую оригинальную серию публикаций в СМИ и онлайн-проектах;
- 3. За лучший перевод просветительской книги или серии публикаций на русский язык;
- 4. За литературную критику в области научно-художественной литературы.

Издательствам, редколлегиям СМИ и цифровым медиа
- 5. За книгу, лучшую подборку материалов или наиболее интересные реализованные проекты в течение года, предшествующего вручению.

Кроме того, существуют пять Специальных премий:
- 6. Памяти Андрея Балабухи — вручается от имени  правообладателей и наследников — за наставничество и значительный вклад в развитие литературы и искусства.
- 7. «Восстановление справедливости» — отмечаются достойные работы, в прежние годы (в том числе — и до учреждения Беляевской премии), по каким-либо причинам не выдвинутые на соискание награды.
- 8. «За оригинальный вклад в развитие информационного общества» — присуждается за журналистику и документалистику, а также опубликованные материалы в СМИ и онлайн-проектах. По решению жюри может быть номинировано и награждено несколько авторов.
- 9. «За освещение и популяризацию развития науки, технологий и общества» — присуждается за авторские работы в СМИ и онлайн-проектах с указанием, в какой именно области (цифровые технологии, освоение космоса, освоения океана, футурологии, искусственного интеллекта, экосистем, биотехнологий и других). По решению Жюри может быть номинировано и награждено несколько авторов.
- 10. Специальная премия Жюри, присуждаемая либо в качестве дополнительной по одному из вышеперечисленных разрядов, либо за работу, под эти разряды не подпадающую, но достойную быть отмеченной[1].

## Жюри премии
Первоначально Жюри из семи человек ежегодно формировалось Беляевским фондом, а впоследствии — Оргкомитетом Беляевской премии из членов Союза писателей Санкт-Петербурга как соучредителя премии. Однако в 2006 году благодаря тому, что число лауреатов премии достаточно возросло, стало возможным формировать Жюри исключительно из числа лауреатов Беляевской премии прежних лет — таким образом, чтобы состав всякий раз менялся приблизительно на треть, за счёт чего одновременно происходило и его обновление, и поддерживались традиции.
В настоящее время правом выдвижения в Жюри обладают Лауреаты Беляевской премии предшествующих лет, члены Попечительского совета и Оргкомитета премии, а также творческие союзы и организации, деятельность которых связана с профессиональной принадлежностью к сфере культуры, искусства и масс-медиа.
Состав Жюри определяется Оргкомитетом премии ежегодно из состава выдвинутых кандидатов простым большинством голосов. Председатель Жюри также определяется голосованием членов Оргкомитета. 
Жюри рассматривает все выдвинутые номинаторами книги, журналы и издательства — никакого формирования шорт-листа и, следовательно, рассмотрения в два тура с предварительным отсевом не предусмотрено. Номинационные списки оглашению не подлежат.

## Календарь премии
- 16 марта — день рождения Александра Беляева — начало календарного цикла премии.

- Книги и публикации во всех номинациях принимаются до начала июня текущего года.

- Начало сентября — передача списка номинантов членам жюри.

- Торжественное вручение Беляевской премии — октябрь[1].

## Лауреаты
С 2014 года и по настоящее время Беляевская премия вручается в рамках Беляевского фестиваля в Пушкинском Доме культуры (г. Пушкин).

### 1990
- Аркадий и Борис Стругацкие (за фантастический роман «Град обреченный»)
- Андрей Столяров (за сборник фантастических повестей и рассказов «Изгнание беса»)
- Александр Снисаренко (за просветительскую книгу «Третий пояс мудрости»)

### 1993
- Василий Звягинцев (за фантастический роман «Одиссей покидает Итаку»)
- Александр Щербаков (за перевод фантастического романа Филипа Жозе Фармера «Грех межзвёздный»)
- Сергей Артамонов (за научно-художественную книгу «Литература Средних веков»)
- Андрей Балабуха (за серию статей об англо-американских фантастах)
- Издательство «Северо-Запад» (за книги серии «Fantasy»)

### 1994
- Владимир Михайлов (за фантастическую трилогию «Капитан Ульдемир»)
- Андрей Лазарчук (за сборник фантастических повестей и рассказов «Священный месяц Ринь»)
- Александр Щербаков (за перевод фантастического романа Роберта Хайнлайна «Луна жёстко стелет»; посмертно)
- Лев Минц (за научно-художественную книгу «Индейская книга»)
- Юлий Данилов (за перевод научно-художественной книги Георгия (Джорджа) Гамова «Приключения мистера Томпкинса»)
- Издательство «Северо-Запад» (за серию книг отечественных фантастов)

### 1995
- Вячеслав Рыбаков (за сборник фантастических романов «Гравилёт ″Цесаревич″»)
- Святослав Логинов (за фантастический роман «Многорукий бог далайна»)
- Татьяна Усова (за перевод сборника фантастических романов Питера С. Бигла «Последний единорог»)
- Генрих Альтшуллер и Игорь Верткин (за просветительскую «Как стать гением»)
- Сергей Рязанцев (за просветительскую книгу «Философия смерти»)
- Издательство «Полигон» (за серию «Военно-историческая библиотека»)
- Виталий Бугров (за общий вклад в развитие отечественной фантастической литературы; посмертно)

### 1996
- Мария Семёнова (за фантастический роман «Волкодав»)
- Александр Громов (за сборник научно-фантастических повестей «Мягкая посадка»)
- Александр Гузман (за перевод сборника фантастических романов Мэрион Циммер Брэдли «Кровавое солнце»)
- Валерий Каменкович, Сергей Степанов и Мария Трофимчик (за сопроводительные статьи и комментарии к четырёхтомнику Дж. Р. Р. Толкина)
- Издательский дом «Вокруг света» (за книги серии «Тайны тысячелетий»)
- Анатолий Бритиков (за общий вклад в развитие отечественного фантастоведения; посмертно)

### 2001
- Александр Сидорович (по совокупности, за многолетнюю деятельность на благо фантастической литературы, в особенности же — за учреждение и ежегодное проведение конвента «Интерпресскон»)

### 2002
- Юрий Бойко (за книгу «Воздухоплавание»; номинация «Научно-художественная книга»)
- Михаил Ахманов (за перевод книги Джеймса Глейка «Хаос. Создание новой науки»; номинация «Перевод научно-художественной книги»)
- Антон Первушин (за серию очерков о космонавтике, опубликованных в еженедельнике «Секретные материалы XX века»; номинация «Серия научно-популярных публикаций»)
- «Амфора» (за книги серии «Эврика»; номинация «Издательство»)
- «Химия и жизнь» (за сохранение в современных условиях лучших традиций отечественных научно-популярных журналов; номинация «Журнал»)
- Виктор Шнитке (за перевод полного собрания «Писем» Арнольда Шёнберга; номинация «Специальная премия Жюри»; посмертно)
- Людмила Ковнацкая (за составление, подготовку к публикации и общую редакцию полного собрания «Писем» Арнольда Шёнберга; номинация «Специальная премия Жюри»; за счёт свободной номинации)

### 2003
- Марианна Алфёрова (за книгу «История Древнего Рима»; номинация «Научно-художественная книга»)
- Татьяна Грекова (за книгу «Тибетский лекарь кремлёвских вождей»; номинация «Научно-художественная книга»; за счёт свободной номинации)
- Игорь Алимов,Алексей Хисматулин и Олег Дивов (за книгу «Сосуды тайн. Туалеты и урны в культурах народов мира»; номинация «Научно-художественная книга»; за счёт свободной номинации)
- Александра Глебовская (за перевод книги Умберто Эко «Шесть прогулок в литературных лесах»; номинация «Перевод научно-художественной книги»)
- Вадим Михайлин (за цикл культурологических эссе «Пространственно-магистические аспекты культуры»; номинация «Серия научно-популярных публикаций»)
- «АСТ» (за книги серии «Военно-историческая библиотека»; номинация «Издательство»)
- «Мариинский театр», электронная версия журнала (за поразительную способность рассказывать о музыке языком художественной прозы; номинация «Журнал»)[4]

### 2004
- Олег Коротцев (за книгу «Астрономия. Популярная энциклопедия»; номинация «Научно-художественная книга»)
- Анна Овчинникова (за книгу «Легенды и мифы Древнего Востока»; номинация «Научно-художественная книга»; за счёт свободной номинации)
- Антон Первушин (за дилогию «Битва за звезды»; номинация «Научно-художественная книга»; за счёт свободной номинации)
- Александр Больных (за перевод научно-художественных книг П. К. Кемпа «Подводные лодки Его Величества», Сэмюэля У. Митчема «Величайшая победа Роммеля» и Брайана Скофилда «Русские конвои»; номинация «Перевод научно-художественной книги»)
- Лев Куклин (за серию художественно-публицистических эссе; номинация «Серия научно-популярных публикаций»)
- «Вече» (за подборку книг серии «100 великих…»; номинация «Издательство»)
- «Популярная механика» (за утверждение в новом периодическом издании высоких стандартов и традиций отечественных научно-популярных журналов; номинация «Журнал»)

### 2005
- Александр Никонов (за книгу «Апгрейд обезьяны. Большая история маленькой сингулярности»; номинация «Научно-художественная книга»)
- Сергей Шульц-младший (за книгу «Невская перспектива. От Адмиралтейства до Мойки»; номинация «Научно-художественная книга»; за счёт свободной номинации; посмертно)
- Мария Куренная, Ирина Кытманова и Анна Толстова (за перевод книги Кеннета Кларка «Нагота в искусстве»; номинация «Перевод научно-художественной книги»)
- Александр Железняков (за серию научно-художественных очерков по истории космонавтики, опубликованных в еженедельнике «Секретные материалы XX века»; номинация «Серия научно-популярных публикаций»)
- «Яуза» (за книги серий «Совершенно секретно» и «Анти-»; номинация «Издательство»)
- «MEMBRANA.RU» (за недоступную традиционным научно-популярным изданиям оперативность при сохранении традиционно высоких требований к качеству публикуемых материалов; номинация «Журнал»)
- «Грибы Ленинградской области» (за самое динамичное развитие нового научно-популярного сетевого ресурса; номинация «Журнал»; за счёт свободной номинации)
- Григорий Франтов (за книгу «Единство мира природы»; номинация «Специальная премия Жюри»; посмертно)

### 2006
- Андрей Балабуха (за книгу «Когда врут учебники истории»; номинация «Научно-художественная книга»)
- Михаил Попов (за серию очерков «Эпоха НТР в зеркале культуры», опубликованную в журнале «Мир фантастики»; номинация «Серия научно-популярных публикаций»)
- «РТСофт» и авторский коллектив (за книгу «Мировая пилотируемая космонавтика. История. Техника. Люди»; номинация «Издательство»)
- «Досье» (по итогам 2005 года; номинация «Журнал»)
- Александр Гордон (за серию книг «Диалоги»; номинация «Специальная премия Жюри»)
- Сергей Романовский (за книгу «″Притащенная″ наука»; номинация «Специальная премия Жюри»; за счёт свободной номинации; посмертно)
- Анна Колесникова и Алла Страхова (за книгу «Бал в России: XVIII — начало XX века»; номинация «Специальная премия Жюри»; за счёт свободной номинации)

### 2007
- Владимир Губарев (за книгу «Секретный атом»; номинация «Научно-художественная книга»)
- Игорь Афанасьев и Александр Лавренов (за книгу «Большой космический клуб»; номинация «Научно-художественная книга»; за счёт свободной номинации)
- Николай Романецкий (за серию очерков «Писатели говорят о науке и прогрессе», опубликованных в журнале «Полдень. XXI век»; номинация «Серия научно-популярных публикаций»)
- «Алгоритм» (за серию книг «Сверхдержава. Русский прорыв»; номинация «Издательство»)
- «Вселенная, пространство, время» (по итогам 2006 года; номинация «Журнал»)
- Леонид Смирнов (за подготовку и издание двухтомника А. Ф. Бритикова «Отечественная научно-фантастическая литература»; номинация «Специальная премия Жюри»)

### 2008
- Борис Егоров (за книгу «Российские утопии: Исторический путеводитель»; номинация «Научно-художественная книга»)
- Борис Старостин (за перевод книги Станислава Лема «Философия случая»; номинация «Перевод научно-художественной книги»)
- Геннадий Прашкевич (за серию очерков «История советской фантастики», опубликованных в журналах «Реальность фантастики» и «Полдень. XXI век»; номинация «Серия научно-популярных публикаций»)
- Владимир Пузий (за цикл рецензий на произведения научно-художественной и научно-популярной литературы, опубликованный в журнале «Мир фантастики»; номинация «Критика»)
- «Римис» (за выпуск серии книг Мориса Клайна «Математика»; номинация «Издательство»)
- «Знание — Сила» (за традиционное жанровое разнообразие и широту тематики публикуемых материалов; номинация «Журнал»)
- Борис Черток (за документально-исторический четырёхтомник «Ракеты и люди»; номинация «Специальная премия Жюри»)
- Игорь Можейко (за книгу «7 из 37 чудес. От Эллады до Китая»; номинация «Специальная премия Жюри»; за счёт свободной номинации; посмертно)

### 2009
- Юрий Гордиенко (за книгу «Как сорвать джекпот науки в XXI веке»; номинация «Научно-художественная книга»)
- Елена Первушина (за двухтомник «Загородные императорские резиденции. Будни. Праздники. Трагедии», «Усадьбы и дачи петербургской интеллигенции XVIII-начала XX века. Владельцы. Обитатели. Гости»; номинация «Научно-художественная книга»; за счёт свободной номинации)
- Павел Качур, Александр Глушко (за книгу «Валентин Глушко. Конструктор ракетных двигателей и космических систем»; номинация «Научно-художественная книга»; за счёт свободной номинации)
- Лилия Бабушкина (за перевод трёхтомника Николы Теслы «Статьи», «Лекции», «Колорадо-Спрингс. Дневники. 1899—1900»; номинация «Перевод научно-художественной книги»)
- Константин Фрумкин (за серию культурологических очерков «К философии будущего», опубликованную в журналах «Полдень. XXI век» и «Нева»; номинация «Серия научно-популярных публикаций»)
- «Эксмо» (за серию книг «Eureka! Открытия, которое потрясли мир»; номинация «Издательство»)
- «Наука и жизнь» (за верность традициям отечественной научно-популярной и научно-художественной литературы и журналистики; номинация «Журнал»)
- Борис Сергеев (за многолетнюю плодотворную деятельность и общий вклад в развитие научно-популярной и научно-художественной литературы; номинация «Специальная премия Жюри»)

### 2010
- Александр Громов, Александр Малиновский (за книгу «Вселенная. Вопросов больше, чем ответов»; номинация «Научно-художественная книга»)
- Андрей Буровский (за книгу «Наполеон — спаситель России»; номинация «Научно-художественная книга»)
- Наталья Лисова (за перевод книги Митио Каку «Физика невозможного»; номинация «Перевод научно-художественной книги»)
- Борис Руденко (за циклы очерков «Наука, искусство, политика» и «Против лженаук», опубликованных в журнале «Наука и жизнь»; номинация «Серия научно-популярных публикаций»)
- Фонд Дмитрия Зимина «Династия» (за многолетнюю просветительскую деятельность и издание научно-художественных книг; номинация «Издательство»)
- «Элементы» (сетевой электронный журнал; номинация «Журнал»)
- Александр Етоев («Экстремальное книгоедство. Книга-мишень»; номинация «Специальная премия Жюри»)

### 2011
- Леонид Вишняцкий (за книгу «Неандертальцы: История несостоявшегося человечества»; номинация «Научно-художественная книга»)
- Ирина Шестова, Елена Кокорева (за перевод книги Бена Голдакра «Обман в науке»; номинация «Перевод научно-художественной книги»)
- Павел Амнуэль (за цикл эссе «Фантастическая наука» в журналах «Наука и жизнь», «Полдень. XXI век» и в газете «Троицкий вариант»; номинация «Серия научно-популярных публикаций»)
- Ревекка Фрумкина (за серию рецензий на научно-художественные и научно-популярные книги, опубликованных в газете «Троицкий вариант»; номинация «Критика»)
- «Век-2» (за книги серий «Наука для всех» и «Наука сегодня»; номинация «Издательство»)
- «Северо-Запад» (за серию книг «Мир вокруг нас»; номинация «Издательство»; за счёт свободной номинации)
- «Родник знаний», научный журнал ООО «Санкт-Петербургский союз учёных» (за активное и весьма успешное вовлечение учёных в создание научно-художественных и научно-популярных очерков и эссе; номинация «За лучший научно-популярный журнал»)
- Юрий Коптев (за кассету брошюр «Рассказы о ЛФТИ»; номинация «Специальная премия Жюри»)

### 2012
- Сергей Жуков (за книгу «Стать космонавтом! Субъективная история с обратной связью»; номинация «Научно-художественная книга»)
- Александр Железняков (за серию книг «Первые в космосе»; номинация «Научно-художественная книга»; за счёт свободной номинации)
- Сергей Якуцени, Андрей Буровский (за книгу «Политическая экология»; номинация «Научно-художественная книга»; за счёт свободной номинации)
- Татьяна Мосолова (за перевод книги Мэтта Ридли «Секс и эволюция человеческой природы»; номинация «Перевод научно-художественной книги»)
- Владимир Сурдин (за цикл очерков «Астрономия и астрофизика в XXI веке», опубликованных в журналах «Вселенная, пространство, время», «Природа», «Наука в фокусе», «Экология и жизнь» и «Квант»; номинация «Серия научно-популярных публикаций»)
- Владимир Обручев как редактор-составитель издательства «Эксмо» (за серию книг «Человек: прошлое, настоящее, будущее»; номинация «Издательство, редактор серии»)
- «Троицкий вариант» (газета; за четыре года успешной работы; номинация «Журнал, периодическое издание»)
- Леонид Смирнов (за книгу «Грибы в вашем саду»; номинация «Специальная премия Жюри»)

### 2013
- Владимир Решетников (за книгу «Почему небо темное. Как устроена Вселенная»; номинация «Научно-художественная книга»)
- Александр Зубов (за книгу «Колумбы каменного века. Как заселялась наша планета»; номинация «Научно-художественная книга»; за счёт свободной номинации)[5]
- Евгения Канищева (за перевод книги Стивена Хокинга и Люси Хокинг «Джордж и сокровища Вселенной»; номинация «Перевод научно-художественной книги»)
- Альфред Щёголев (за серию очерков о психоанализе, опубликованных в газете «Собственное мнение»; номинация «Серия научно-популярных публикаций»)
- Андрей Ваганов (за книгу «Жанр, который мы потеряли»; номинация «Критика»)
- Татьяна Акулова (за составление сборника «Эта пристань есть… (Портреты. Размышления. Воспоминания о людях и Писательском доме)»; номинация «Критика»; за счёт свободной номинации)
- «Alexandria» (за серию книг «Становление Европы»; номинация «Издательство»)
- Владимир Гопман (за книгу «Золотая пыль. Фантастическое в английском романе: последняя треть XIX—XX вв».; номинация «Специальная премия Жюри»)
- Павел Амнуэль (за книги «Релятивистская астрофизика сегодня и завтра», «Сверхновые», «Загадки для знатоков», «Небо в рентгеновских лучах», «Звёздные корабли воображения», «Далекие маяки Вселенной»; номинация «Восстановление справедливости»)

### 2014
- Андрей Буровский (за авторский цикл книг «Биографии цивилизаций»; номинация «Научно-художественная книга»)
- Вячеслав Катамидзе (за книгу «Тайна Ордена Храма: Исторический детектив»; за счёт свободной номинации)
- Анна Стативка (за перевод книги Сета Ллойда «Программируя Вселенную: Квантовый компьютер и будущее науки»; номинация «Перевод научно-художественной книги»)
- Михаил Никитин (за серию очерков «Биогенез», опубликованных в журнале «Химия и жизнь»; номинация «Серия научно-популярных публикаций»)
- «Альпина нон-фикшн» (за серию переводов современных научно-популярных книг; номинация «Издательство»)
- «Машины и механизмы» (журнал; за наиболее интересную деятельность в течение года, предшествующего вручению; номинация «Журнал, периодическое издание»)
- «Проблемы эволюции» (сайт; за наиболее интересную деятельность в течение года, предшествующего вручению; номинация «Научно-популярный сайт»)
- Владимир Мединский (за авторскую серию книг «Мифы о России»; номинация «Специальная премия Жюри»)
- Ирина Харебава (за научно-популярную работу-исследование «Велосипедная культура. Путь к здоровью и чистой окружающей среде»; номинация «Специальная премия Жюри»; за счёт свободной номинации)
- Геннадий Черненко (за книги «Путешествие в страну роботов», «А все-таки полетим!», «Что умеют машины: Рассказы об автоматике», «Как человек полетел в космос», «Как роботы работать научились», «Творцы российских наук», «Простая автоматика: Рассказы об автоматике и автоматах-самоделках», «Где вертятся волчки?»; номинация «Восстановление справедливости»)

### 2015
В городе Пушкин (Пушкинский район Санкт-Петербурга) 25 и 26 сентября 2015 года состоялся Второй беляевский литературный фестиваль. Лауреатами 2015 года стали:
- Борис Штерн (за книгу «Прорыв за край мира. О космологии землян и европиан»)
- Елена Наймарк, Юлия Наймарк (за перевод книги Ричарда Форти[англ.] «Трилобиты. Свидетели эволюции»)
- Николай Караев (за перевод книги Нассима Талеба «Антихрупкость. Как извлечь выгоду из хаоса»; за счёт свободной номинации)
- Тим Скоренко (за цикл очерков «Занимательные научные опыты и мастер-классы Тима Скоренко», опубликованные в журнале «Популярная механика» в течение 2014 года)[7]
- «Кварта» (за издание в 2014 году трехтомника генерального конструктора Василия Павловича Мишина «Дневники. Записи и воспоминания»; номинация «Издательство»)
- «В мире науки» (журнал; за наиболее интересную деятельность в течение года, предшествующего вручению; номинация «Журнал, периодическое издание»)
- Виталий Егоров (за сайт «Zelenyikot: Открытый космос» и блог «Открытый космос Зелёного кота»; номинация «Научно-популярный сайт»)
- Святослав Логинов (за книгу «Драгоценнее многих (медицинские хроники)»; номинация «Специальная премия Жюри»)
- Дмитрий Мант (за многолетнюю просветительскую деятельность, выраженную в том числе в работе над фундаментальным энциклопедическим справочником «Космос день за днем» (2001—2014 гг.) номинация «Восстановление справедливости»)
- Юлия Андреева (за серию художественных биографий выдающихся людей прошлого, изданную в предыдущие годы; номинация «Восстановление справедливости»; за счёт свободной номинации)

### 2016
На «Белфасте-2016», проходившем под Санкт-Петербургом 24 сентября 2016 г. удостоены премии:
- Александр Соколов (за книгу «Мифы об эволюции человека»; номинация «Лучшая оригинальная просветительская книга года»).
- Олег Сивченко (за переводы книг Р. Джаявардхана «Охотники за нейтрино», Э. Уилсон «Смысл существования человека», Р. Ланца и Б. Берман «Биоцетризм. Как жизнь создает Вселенную»; номинация «Лучший перевод просветительской книги на русский язык»)
- Станислав Ломакин (за перевод книги К. Торна «Интерстеллар: Наука за кадром»; за счет свободной номинации).
- Лев Боркин (за цикл очерков «Гималайский проект», опубликованных в газете «Троицкий вариант — Наука» в течение 2015 года; номинация «Лучшая оригинальная серия очерков, посвященных какой-либо общей теме, или развернутое эссе»)
- В номинации «Лучший перевод на русский язык серии очерков, посвященных какой-либо общей теме, или развернутое эссе» — премия не была присуждена никому.
- В номинации «Критика в области научно-популярной и научно-художественной литературы»  — премия не была присуждена никому.
- Издательство «МИФ — Манн, Иванов и Фербер» (Москва) (за серию книг «Практическая психология», изданных в течение 2015 года; номинация «Издательству ― за лучшую подборку просветительской литературы, выпущенную в течение года»).
- Журнал «Кот Шрёдингера» (Москва) (номинация «Журналу ― за наиболее интересную деятельность в течение года»).
- Леонид Гринин и Антон Гринин (за книгу «От рубил до нанороботов. Мир на пути к эпохе самоуправляемых систем (история технологий)»; номинация «Специальная премия жюри»)
- Марина Колотило (за серию из пяти книг «Толстовский Дом», изданных с 2010 по 2015 год; за счет второй свободной номинации).
- Илья Киселёв (за книгу «Секреты Дома Лазаревых (триптих)»; за счет третьей свободной номинации).
- Кирилл Еськов (за уникальную книгу «История Земли и жизни на ней», неоднократно переиздававшуюся с 1999 года; номинация «Восстановление справедливости»).
- В номинации «Просветительский или научно-популярный сайт — за наиболее интересную деятельность в предшествующий период» — премия не была присуждена никому.

### 2017
Вручена 14 октября 2017 г. в Доме культуры города Пушкина
- Александр Железняков (за книгу «Космонавты мира»; номинация «Лучшая научно-художественная книга года»)
- Ксения Ефимова (за перевод книги Николя Жизана «Квантовая случайность. Нелокальность, телепортация и другие квантовые чудеса»; номинация «Лучший перевод научно-художественной книги года»)
- Василий Владимирский (за цикл статей «Механизм будущего», опубликованных в журнале «Машины и механизмы» в 2016 году; номинация «Лучшая серия научно-популярных публикаций года»)
- В номинации «Критика в области научно-популярной и научно-художественной литературы»  — премия не была присуждена никому.
- Издательство Питер (за серию научно-популярных книг «New Science»; номинация «Лучшее издательство года»)
- Журнал «Юный техник» (за наиболее интересную деятельность в течение года и в связи с 60-летием издания ; номинация «Лучший журнал года»)
- Сайт XXII век (22century.ru) (за наиболее интересную деятельность в предшествующий период; номинация «Лучший сайт года»)

### 2018
Вручена 6 октября 2018 г. в Доме культуры города Пушкина
- Дробышевский Станислав Владимирович (единая премия за двухтомную книгу «Достающее звено. Книга 1. Обезьяны и все-все-все», «Достающее звено. Книга 2. Люди»; номинация «Научно-художественная книга»)
- Пиперски Александр «Конструирование языков: От эсперанто до дотракийского» (за книгу «Конструирование языков: От эсперанто до дотракийского»; номинация «Научно-художественная книга»)
- Лисов Игорь (за перевод книги Майкла Маллейна «Верхом на ракете. Возмутительные истории астронавта шаттла»; номинация «Перевод научно-художественной книги»)
- Глезеров Сергей (за серию очерков, опубликованных в разделе «История», газеты «Санкт-Петербургские ведомости» в течение 2017 года; номинация «Серия научно-популярных публикаций»)
- «Рипол-классик» (за серии просветительских книг «Северная Пальмира», «Золотое сечение» и «Наше столетие»; номинация «Издательство»)
- «Пальмира» (за серии просветительских книг «Северная Пальмира», «Золотое сечение» и «Наше столетие»; номинация «Издательство»)
- «Техника — молодёжи» (за плодотворную работу в 2017 году и многолетнюю просветительскую деятельность; номинация «Журнал»)
- «Новости космонавтики» (за плодотворную работу в 2017 году и многолетнюю просветительскую деятельность; номинация «Журнал»)
- Электронная версия журнала «Семь искусств» главный редактор Евгений Беркович; (номинация «Сайт»)
- Сыромятников Валентин (за книгу-фотоальбом «Последние пароходы России»; номинация «Специальная премия Жюри»)
- Малов Владимир (за научно-художественные книги, посвященные истории географических открытий; Премия «Восстановление справедливости»)

В номинациях: «Перевод научно-художественной книги (малая форма)» и «Критика» премии не присуждались.

### 2019
Вручена 12 октября 2019 г. в Доме культуры города Пушкина. Лауреаты:
- Андрей Балабуха («Вот такая история с географией»; номинация «Научно-художественная книга»)
- Владимир Хлумов («От Большого Взрыва до Великого Молчания»; за счет свободной номинации)
- Анна Шмид (за перевод книги Юджинии Ченг «Математический беспредел. От элементарной математики к возвышенным абстракциям»"; номинация «Перевод научно-худож. книги»)
- Евгений Беркович («Эпизоды „революции вундеркиндов“ за цикл статей, опубликованных в журнале „Наука и жизнь“ в период с сентября по декабрь 2018 года; номинация „Серия научно-популярных публикаций“)
- CORPUS (за книги серии „Элементы“, изданные ранее и в течение 2018 года CORPUS; номинация „Издательство“)
- Сайт «Мозгократия — Давайте думать вместе» (номинация „Сайт“)
- Александр Панчин („Апофения“; Специальная премия Жюри»)
- Валерий Куприянов (за плодотворную работу в течение 2018 года и деятельность по популяризации космонавтики в период с 1969 по 2018 год; за счет свободной номинации)
- Сергей Ачильдиев («Постижение Петербурга. В чем смысл и предназначение Северной столицы»; Премия «Восстановление справедливости»)
- Константин Осипов («Сильные духом. Звезды паралимпийской сборной России»; за счет свободной номинации)[17]

В номинациях: «Перевод научно-художественной книги (малая форма)», «Журнал» и «Критика» премии не присуждались.

### 2020
Вручена 15 октября 2020 г. в Доме культуры города Пушкина. Лауреаты:
- Сергей Рязанский («Можно ли забить гвоздь в космосе и другие вопросы о космонавтике»; номинация «Научно-художественная книга»)
- Пётр Талантов («0,05 Доказательная медицина от магии до поисков бессмертия»; за счёт свободной номинации)
- Константин Рыбаков (за перевод книги Стива Брусатти «Время динозавров. Новая история древних ящеров»; номинация «Перевод научно-худож. книги»)
- Дмитрий Казаков (за перевод книги Пола Халперна «Квантовый лабиринт. Как Ричард Фейман и Джон Уилер изменили время и реальность»; за счёт свободной номинации)
- Максим Абаев (за серию очерков «От элемента к элементу», опубликованных в журнале «Наука и жизнь» в течение 2019 года; номинация «Серия научно-популярных публикаций»)
- Издательство Лаборатория знаний (за серию книг «Universum» Лаборатория знаний; номинация « Издательство»)
- Журнал «Наука из первых рук» (номинация «Журнал»)
- Сайт Naked Science — https://naked-science.ru/ (номинация «Сайт»)
- Всеволод Кукушкин («Легендарные победы большого хоккея»; номинация «Специальная премия Жюри»)
- Юрий Стукалин (за серию книг, посвящённую реальной истории Дикого Запада; номинация «Премия „Восстановление справедливости“»)

В номинациях: «Критика» и «Лучший перевод на русский язык серии очерков, посвященных какой-либо общей теме или развернутое эссе» премии не присуждались.

### 2021
Вручена 25 сентября 2021 г. в Доме культуры города Пушкина. Лауреаты:
- Николай Кукушкин («Хлопок одной ладонью: Как неживая природа породила человеческий разум»; номинация «Научно-художественная книга»)
- Наталья Кияченко (за перевод книги Криса Импи «Чудовища доктора Эйнштейна. О чёрных дырах, больших и малых»; номинация «Перевод научно-художественной книги»)
- Ольга Лосон (за перевод книги Филипа Плейта «Смерть с небес: наука о конце света»)
- Издательство Дмитрий Пучков (за составление и поддержку издания книг серии «Разведопрос»: Клим Жуков «Средневековая Русь. От призвания варягов до принятия христианства», Клим Жуков и Дмитрий Пучков «Рим. Мир сериала», Кирилл Назаренко «Ледовый поход Балтийского флота. Кораблекрушение в море революции», Светлана Самченко «Русская Арктика: лед, кровь и пламя»; номинация «Издательство»)
- Журнал «Родина» (за наиболее интересную деятельность в течение года; номинация «Журнал»)
- Сайт N+1 (за наиболее интересную деятельность в предшествующий период) https://nplus1.ru/ (номинация «Сайт»)
- Павел Амнуэль («Вселенные: ступени бесконечностей»; специальная премия жюри)
- Леон Розенблюм «Космос, Земля, океан. Очерки по истории космонавтики»
- Николай Горькавый (за сборники научных сказок: «Звёздный витамин» (2012), «Небесные механики» (2013) и «Создатели времён» (2014); Премия «Восстановление справедливости»)
- Михаил Шавшин (за многолетнюю просветительскую деятельность и книги «Петербург. К вопросу влияния на творчество братьев Стругацких» (2008), «Стругацкие. Всплеск в тишине» (2015), «Балабуха. Туманная луна» (2018, 2020))

### 2022
Вручена 8 октября 2022 г. в Доме культуры города Пушкина. Лауреаты:
- Сергей Зотов («Иконографический беспредел. Необычное в православной иконе»; номинация «Лучшая оригинальная просветительская книга года»)
- Андрей Шпанский («О мамонтах и их спутниках. Палеоэкология мамонтовой фауны»; номинация «Лучшая оригинальная просветительская книга года»)
- Виктор Язневич (за перевод сборника статей и эссе Станислава Лема «Дилеммы XXI века»; номинация «Лучший перевод просветительской книги на русский язык»)
- Виктория Краснянская (за перевод книги Эрика Асфога «Когда у Земли было две Луны. Планеты-каннибалы, ледяные гиганты, грязевые кометы и другие светила ночного неба»; номинация «Лучший перевод просветительской книги на русский язык»)
- Издательство «БОМБОРА» (за серию «БОЛЬШАЯ НАУКА», включающую книги: Дэвид Аттенборо «Жизнь на нашей планете», Дэниел Деннет «Разум: от начала до конца», Кит Йейтс «Математика жизни и смерти», Адам Резерфорд «История о нас. Как мы стали людьми?»; номинация «Издательство ― за лучшую подборку просветительской литературы, выпущенную в течение года»)
- Научно-популярный журнал «КВАНТИК» (номинация «Журнал, периодическое издание ― за наиболее интересную деятельность в течение года»)
- Олег Солод (за книгу «Люди, которые меня изменили»; номинация «Специальная премия жюри»)
- Вячеслав Недошивин (за оригинальные исторические книги «Прогулки по Серебряному веку», «Джордж Оруэлл. Неприступная душа» и «Адреса любви»; Специальная премия «Справедливость»)
- Сайт Биомолекула, https://biomolecula.ru/ (за наиболее интересную деятельность в предшествующий период; номинация «Просветительский или научно-популярный сайт»)

### 2023
Вручена 22 октября 2023 г. в Доме культуры города Пушкина. Лауреаты:
- Алексей Семихатов («Всё, что движется: Прогулки по беспокойной Вселенной от космических орбит до квантовых полей»; номинация «Лучшая оригинальная просветительская книга года»)
- Олег Ивик («История и зоология мифических животных»; номинация «Лучшая оригинальная просветительская книга года»)
- Елена Быкова (за перевод книги Меган Розенблюм «Тёмные архивы. Загадочная история книг, обёрнутых в человеческую кожу»; номинация «Лучший перевод просветительской книги на русский язык»)
- Оксана Григорьева (за перевод книги Карлоса Л. Дельгадо «Невидимый мозг. Как мы связаны со Вселенной и что нас ждёт после смерти»; номинация «Лучший перевод просветительской книги на русский язык»)
- Журнал «Земля и Вселенная» (номинация «Журнал, периодическое издание ― за наиболее интересную деятельность в течение года»)
- Лариса Малькова (за серию материалов, посвященных футурологии и развитию искусственного интеллекта; номинация «Специальная премия жюри»)
- Михаил Охочинский (за книгу «Николай Алексеевич Рынин. Его жизнь и работа в области межпланетных сообщений»; номинация «Специальная премия жюри»)
- Елена Первушина (за книгу «За столом с Пушкиным»; номинация «Специальная премия жюри»)
- Александр Глушко (за серию документально-исторических книг, изданных с 2010 по 2021 гг.; Специальная премия «Справедливость»)
- Авторский сайт Павла Волкова «Эволюция без границ», http://sivatherium.narod.ru (за наиболее интересную деятельность в предшествующий период; номинация «Просветительский или научно-популярный сайт»)

### 2024
Вручена 06 октября 2024 г. в Доме культуры города Пушкина. Лауреаты:
- Вадим Панов (за книгу «Симулятор безумия. Как Четвёртая промышленная революция превратит Homo Sapiens в Homo Servus?»; номинация «За лучшую оригинальную научно-популярную, научно-художественную, просветительскую книгу на русском языке»)
- Людмила Синицына (за книгу «Шаг вправо, шаг влево: от Америки до Борнео»; номинация «За лучшую оригинальную научно-популярную, научно-художественную, просветительскую книгу на русском языке»)
- Валентин Фролов (за перевод книги Робина Эндрюса «Супервулканы. Неожиданная правда о самых загадочных геологических образованиях Вселенной»»; номинация «За лучший перевод просветительской книги или серии публикаций на русский язык»)
- Валерий Шлыков (за серию рецензий, опубликованных в 2023 году на литературном портале «Горький»; номинация «За литературную критику в области научно-художественной литературы»)
- Военный Музей Карельского перешейка (за издание книг «Путеводитель “Шрамы блокады”» (2020), «Железный дождь над Ленинградом» (2022), «Искусство под обстрелами» (2023); номинация «Издательствам, редколлегиям СМИ и цифровым медиа за книгу, лучшую подборку материалов или наиболее интересные реализованные проекты в течение года, предшествующего вручению»)
- Михаил Лазарев (за наставническую деятельность по обучению литературному мастерству в рамках сообщества «Шторм»; номинация «Памяти Андрея Балабухи»)
- Дарья Шафран (за наставническую деятельность по обучению литературному мастерству в рамках сообщества «Шторм»; номинация «Памяти Андрея Балабухи»)
- Ася Власова (за освещение в печатных и цифровых СМИ вопросов этики, законодательства и безопасности в сфере информационных технологий; номинация «Специальная премия Жюри»)
- Александр Бухановский (за самый увлекательный научно-популярный блог; номинация «За оригинальный вклад в развитие информационного общества»)
- Александра Кирьянова (за публикации о прорывных решениях и исследованиях в области искусственного интеллекта; номинация «За освещение и популяризацию развития науки, технологий и общества»)
- Аркадий Соснов (за многолетнюю просветительскую деятельность и книги «Обретённая природа» (1982), «Энергия Земли» (1986), «Калитка имени Алфёрова» (2010), «Сбывшиеся сны Натальи Петровны: Из разговоров с академиком Бехтеревой» (2023); номинация «Восстановление справедливости»)